# Плагеман, Августа
Августа Плагеман (швед. Augusta Plagemann; 28 марта 1799, Стокгольм — 26 мая 1888, Карлскруна) — шведская художница. Писала преимущественно натюрморты и цветочные композиции.

## Биография и творчество
Августа Плагеман родилась в 1799 году в Стокгольме. Её отец, Юхан Йоахим Фредрик Плагеман, был директором немецкой школы. У него был сын от первого брака; Августа и её сестра София родились от второй жены, Анны Кристины Румстедт.
О том, где и у кого Августа училась живописи, известно мало. Возможно, её учителем был датский художник Йохан Лоренц Йенсен. Картины Плагеман имеют много общего с его работами, однако возможно, что она просто подражала ему.
В течение некоторого времени Августа зарабатывала на жизнь, руководя школой для девочек в Стокгольме. Неизвестно, как долго она занимала эту должность. В 1847 году она переехала из Стокгольма в Карлскруну, чтобы помогать сестре, которая также управляла школой для девочек.
Параллельно с преподаванием Августа занималась живописью. В 1843 году 16 её работ — натюрморты с цветами, фруктами и охотничьими трофеями — были представлены на выставке в Художественной академии. Она также принимала участие в выставках 1850, 1853 и 1856 года. Критики похвально отзывались о её работах, ценя в них жизнеподобие и поэтическое очарование.
В 1844 году Августа Плагеман отправилась в Берлин, чтобы посетить могилу немецкого философа и теолога Фридриха Шлейермахера. Она была большой почитательницей его работ, в первую очередь богословского сочинения «Христианская вера». Плагеман также состояла в переписке с учеником Шлейермахера, шведским священником и философом Нильсом Игнеллом.
Августа Плагеман умерла в Карлскруне в 1888 году.

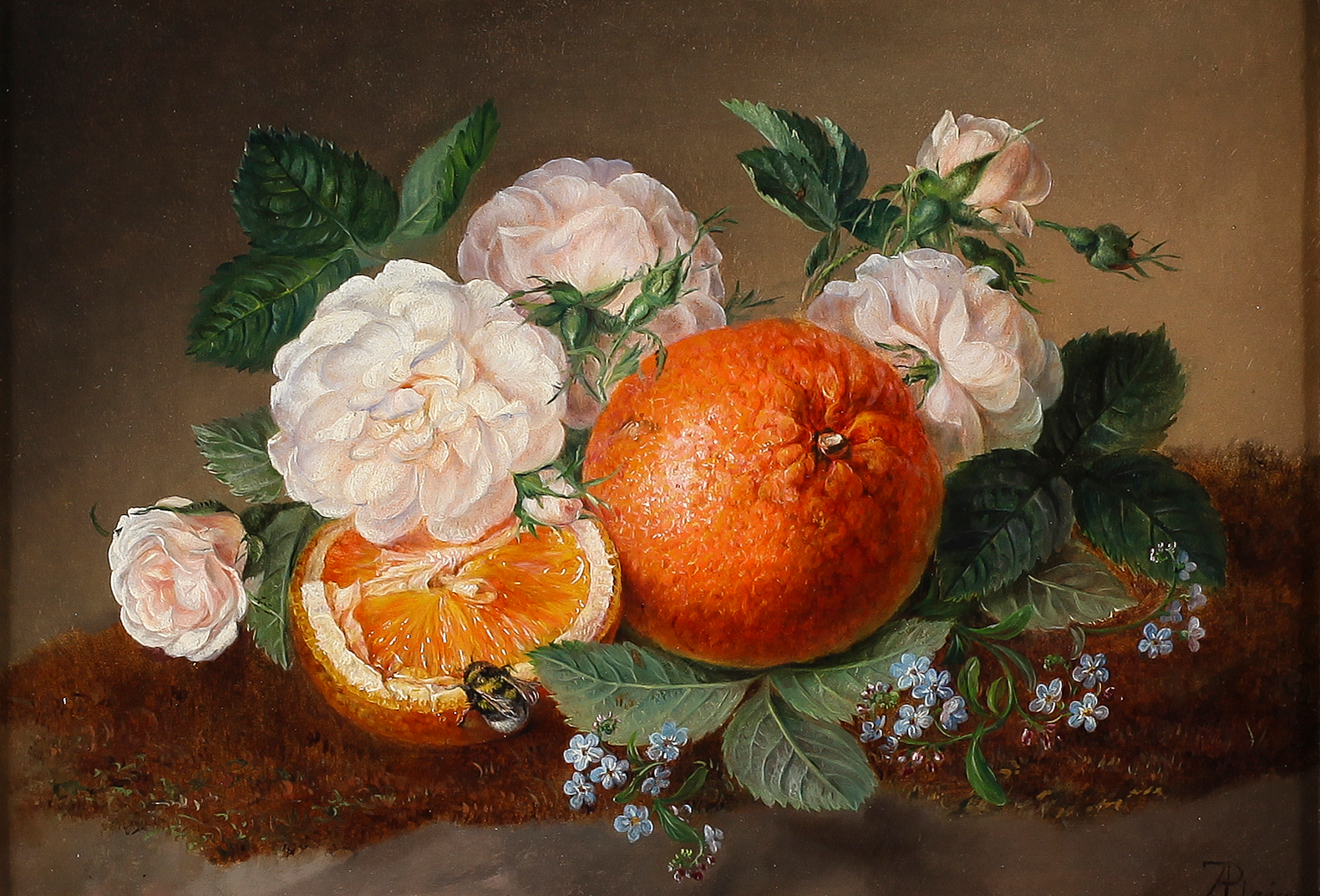
Натюрморт с апельсинами и розами
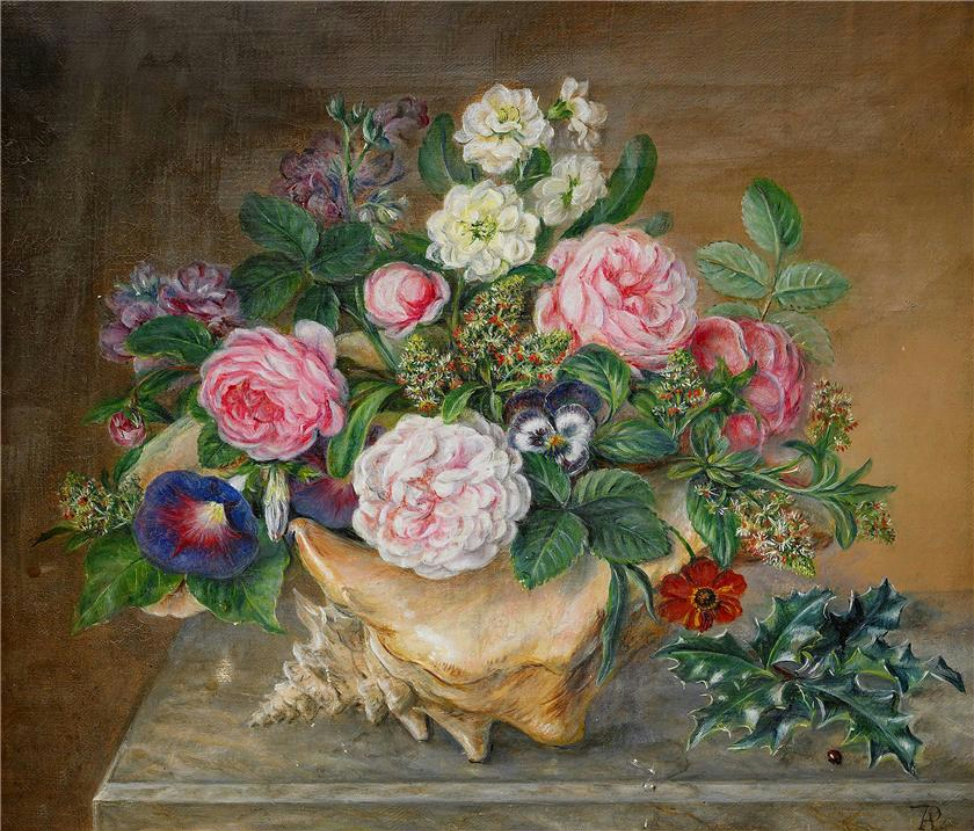
Цветы в морской раковине
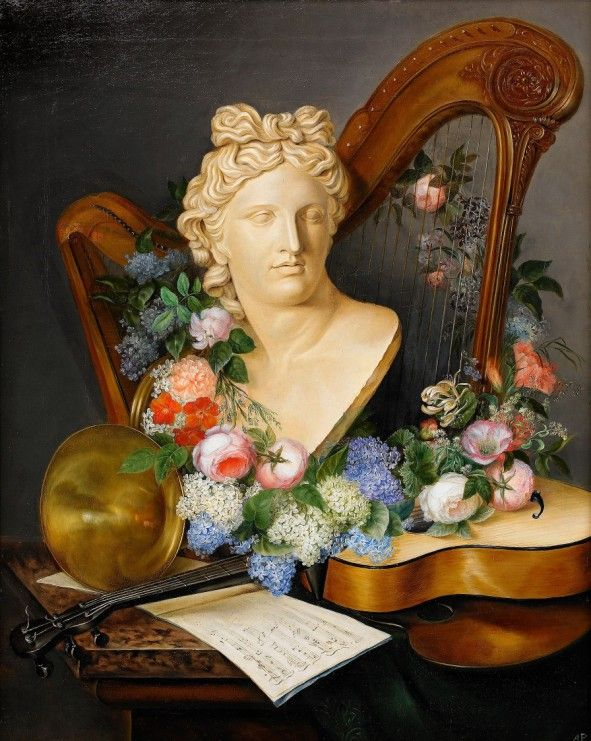
Натюрморт с музыкальными инструментами и цветами
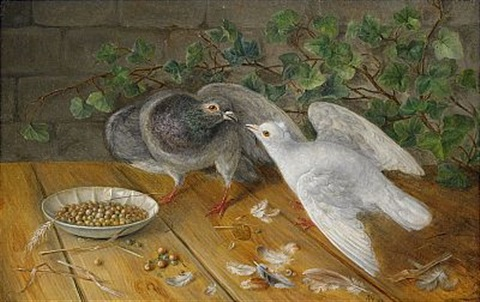
Два голубя